# Austrophyllum oculatum
Austrophyllum oculatum är en ringmaskart som beskrevs av Wu och Wang 1987. Austrophyllum oculatum ingår i släktet Austrophyllum och familjen Phyllodocidae. Inga underarter finns listade i Catalogue of Life.